# Technikethik
Technikethik (auch: Technik-Ethik oder Ethik in der Technik) ist einerseits ein Teil der Ethik allgemein, und daher als Wissenschaft der Philosophie zuzuordnen. Sie besitzt aber auch einen handlungsrelevanten Stellenwert im Arbeitsleben eines Technikers, wo sie Kriterien zum Bewerten und Abwägen in folgenden Aspekten der Technik liefert:
- Vorteile gegen Nachteile,
- Nutzen gegen Schaden,
- Chancen gegen Gefahren,
- Eigennutz gegen Gemeinnutz.

Sie stellt also das Tun von Technikern und deren Umgang mit Technik und technischen Gegenständen / Geräten vor Fragen der Art: "Ist eine spezielle Technik gut?", "Ist es richtig, was man mit dieser Technik tut?", "Ist die Technik sicher?", "Ist die Technik allen Menschen von Nutzen?", "Nützt die Technik nur Teilen der Menschen, oder nur Teilen politischer Systeme, während sie andere ausgrenzt, oder nützt sie nur einem Einzelnen?"
Interessant sind insbesondere strittige technische Anwendungen wie die Militär-Technik und auch die sogenannten Dual-Use-Techniken, die einerseits zivilen Nutzen entfalten können (Medizin, Pharmazie), andererseits die Gefahr bergen, von Diktatoren und Unrechtsregimen gegen die eigene Bevölkerung oder die Bevölkerung von Kriegsgegnern eingesetzt werden zu können (Giftgas).
Anwendungsgebiete wie die Risikoethik in der Atomenergie oder anderer Risikotechnologien sowie der technisch geprägte Umgang mit Ressourcen der Natur, z. B. Erdöl, Gas, Wasserkraft, Windenergie stehen schon seit Jahrzehnten im Fokus Technik-ethischer Betrachtung. Infolge der Technisierung von Reproduktionsprozessen und des Einsatzes der Gentechnologie ist die Abgrenzung zur Bioethik fließend.
Viele in der Politik und in der Gesellschaft aufkommende Fragestellungen berühren die Technikethik oder fordern ethischen Umgang mit der Technik heraus. Carl Friedrich von Weizsäcker wird das Zitat zugeschrieben: "Technik ist Mittel zum Zweck, nicht Selbstzweck."

## Anwendung der Technikethik
Mit den zunehmenden Auswirkungen neuer Technologien auf die Gesellschaft gewinnt die Bewertung ethischer und sozialer Fragen immer mehr an Bedeutung (Luppicini, 2008). Zwar bieten diese Technologien Möglichkeiten für neuartige Anwendungen und das Potenzial, die Gesellschaft auf globaler Ebene zu verändern, doch geht ihr Aufstieg mit neuen ethischen Herausforderungen und Problemen einher, die berücksichtigt werden müssen. Dies wird umso schwieriger, je schneller der technologische Fortschritt voranschreitet und je stärker er sich auf das gesellschaftliche Verständnis auswirkt, da er sich der menschlichen Kontrolle zu entziehen scheint. Das Konzept der Technoethik zielt darauf ab, das Wissen der bestehenden Forschung in den Bereichen Technologie und Ethik zu erweitern, um ein ganzheitliches Konstrukt für die verschiedenen Aspekte und Unterdisziplinen der Ethik im Zusammenhang mit technologiebezogenen menschlichen Aktivitäten wie Wirtschaft, Politik, Globalisierung und wissenschaftlichen Forschung (Wissenschaftsethik) zu schaffen. Sie befasst sich auch mit den Rechten und Pflichten, die Designer und Entwickler in Bezug auf die Ergebnisse der jeweiligen Technologie haben. Dies ist besonders wichtig mit dem Aufkommen algorithmischer Technologie, die in der Lage ist, Entscheidungen autonom zu treffen, und den damit verbundenen Problemen der Voreingenommenheit von Entwicklern oder Daten, die diese Entscheidungen beeinflussen. Um der Manifestation dieser Voreingenommenheit entgegenzuwirken, muss das Gleichgewicht zwischen menschlicher und technologischer Verantwortung für ethisches Versagen sorgfältig bewertet werden, und die Sichtweise hat sich von der Technologie als rein positivem Werkzeug hin zur Wahrnehmung der Technologie als von Natur aus neutral verschoben. Die Technoethik muss sich daher auf beide Seiten der Mensch-Technik-Gleichung konzentrieren, wenn sie mit kommenden technologischen Innovationen und Anwendungen konfrontiert wird.

### Arten von Technikethik
Die Technikethik beschäftigt sich mit der Bewertung von Technologien im Hinblick auf deren Entwicklung und Anwendung unter moralischen und sozialen Gesichtspunkten. Es werden verschiedene Arten der Technikethik unterschieden. Eine Auswahl dieser ist in der folgenden Liste aufgeführt:
- Zugangsrechte: Recht auf Zugang zu leistungsfähiger Technologie.
- Verantwortlichkeit: Entscheidungen darüber, wer für den Erfolg oder Schaden technologischer Fortschritte verantwortlich ist.
- Digitale Rechte: Schutz der Rechte an geistigem Eigentum und des Rechts auf Privatsphäre.
- Umwelt: Wie können Technologien produziert werden, die der Umwelt schaden oder diese schützen könnten.
- Existenzielles Risiko: Technologien, die eine Bedrohung für die globale Lebensqualität im Hinblick auf das Aussterben darstellen.
- Freiheit: Technologie, die zur Kontrolle einer Gesellschaft eingesetzt wird, wirft Fragen in Bezug auf Freiheit und Unabhängigkeit auf.
- Gesundheit und Sicherheit: Gesundheits- und Sicherheitsrisiken, die durch Technologien erhöht und auferlegt werden.
- Menschliche Verbesserung: Anwendung von Gentechnik und die Integration von Mensch und Maschine, siehe auch Neuro-Enhancement.
- Menschliches Urteilsvermögen: Wann können Entscheidungen durch Automatisierung getroffen werden und wann werden sie von einem vernünftigen Menschen getroffen?
- Überautomatisierung: Ab wann verringert die Automatisierung die Lebensqualität und beeinträchtigt die Gesellschaft?
- Vorsorgeprinzip: Wer entscheidet, dass die Entwicklung dieser neuen Technologie sicher für die Welt ist?
- Privatsphäre: Schutz der Rechte auf Privatsphäre.
- Sicherheit: Ist eine Sorgfaltspflicht zur Gewährleistung der Informationssicherheit erforderlich?
- Selbstreplizierende Technologie: Sollte die Selbstreplikation die Norm sein?
- Technologietransparenz: Klare Erläuterung der Funktionsweise einer Technologie und ihrer Absichten.
- Nutzungsbedingungen: Ethische Aspekte im Zusammenhang mit rechtlichen Vereinbarungen.

### Anwendungsbereiche
Technoethik findet in verschiedenen Bereichen der Technik Anwendung. Die folgenden Schlüsselbereiche werden in der Literatur genannt:
- Computerethik: Konzentriert sich auf die Nutzung von Technologie in Bereichen wie visuelle Technologie, künstliche Intelligenz und Robotik.
- Ethik der Künstlichen Intelligenz: behandelt ethische Fragen der Entwicklung und des Einsatzes von Systemen der künstlichen Intelligenz und des ethischen Verhaltens solcher Systeme.
- Ingenieur-Ethik: Beschäftigt sich mit den beruflichen Standards von Ingenieuren und ihrer moralischen Verantwortung gegenüber der Öffentlichkeit.
- Internetethik und Cyberethik: Befasst sich mit dem Schutz vor unethischen Internet-Aktivitäten.
- Medien- und Kommunikationstechnik-Ethik: Befasst sich mit ethischen Fragen und Verantwortlichkeiten bei der Nutzung von Massenmedien und Kommunikationstechnologie.
- Professionelle Technoethik: Betrifft alle ethischen Überlegungen, die sich um die Rolle der Technologie im Rahmen der Berufsausübung drehen, z. B. in den Bereichen Technik, Journalismus oder Medizin.
- Bildungstechnoethik: Befasst sich mit den ethischen Fragen und Ergebnissen, die mit dem Einsatz von Technologie zu Bildungszwecken verbunden sind.
- Biotech-Ethik: Steht im Zusammenhang mit Fortschritten in der Bioethik und der Medizinethik, z. B. mit Überlegungen zum Klonen, zur menschlichen Gentechnik und zur Stammzellenforschung.
- Umwelttechnoethik: Bezieht sich auf technologische Innovationen, die Auswirkungen auf die Umwelt und das Leben haben, siehe auch Umweltethik.
- Nanoethik: Ethische und soziale Fragen im Zusammenhang mit Entwicklungen bei der Veränderung von Materie auf der Ebene von Atomen und Molekülen in verschiedenen Disziplinen wie Informatik, Nanotechnologie und Biologie.
- Militärische Technoethik: Ethische Fragen im Zusammenhang mit dem Einsatz von Technologie bei militärischen Aktionen, siehe auch Militärethik.

## Beispiele
für Fragen zur Technikethik:
- Ist der Drei-Schluchten-Damm am Jangtsekiang in China Fluch oder Segen? (Stromerzeugung, Flutgefahr-Eindämmung positiv einerseits, andererseits Erdbeben-Risiken, Naturzerstörung, Umsiedlungszwang für eine Million Menschen auf der Negativ-Seite)
- Ist es erlaubt, zur Erhöhung des Durchsatzes einer Industrie-Anlage oder zur Senkung der Investitionen auf die Anwendung der besten verfügbaren Luftfiltertechnik zu verzichten?
- Ist es erlaubt, in der Nachbarschaft von Häusern Windräder aufzustellen? (ökologische, sich nicht verbrauchende Energiegewinnung positiv einerseits, andererseits Schattenwurf und Geräusche in der Umgebung, optische Landschafts-Veränderung auf der Minus-Seite)
- War es richtig, dass die Insel Großbritannien mit einem Tunnel unter dem Kanal ans europäische Eisenbahnnetz angebunden wurde? (Verkehrsanbindung, kurze Kanal-Querungszeiten, Geschwindigkeitsvorteile einerseits, andererseits hohe Kosten, Gefahr der langfristigen Nicht-Wirtschaftlichkeit, technische Maßnahme als mögliche Infektionsquelle: infektiöse Tiere, die den Tunnel queren könnten)
- Darf man das mittlere Moseltal mit einer 160 m hohen Brücke überbauen? (bessere Verkehrsführung, Ersparen von Lastwagenverkehr durch kleine Orte als Pluspunkte einerseits, andererseits als Minuspunkte hoher Bauaufwand, Entfall von Weinbergen, Veränderung des Landschaftsbildes)
- Darf man Autos herstellen oder nutzen, die einen deutlich höheren Verbrauch fossiler Brennstoffe haben, als das Dreiliterauto?
- Ist es richtig, zahllose Produkte im Handel einzeln zu verpacken? (Vorteil: hygienische Verpackung auch kleiner Portionen, praktisch zur Mitnahme, Nachteil: enormer Aufwand begrenzter Ressourcen wie Kunststoff, Aluminium etc.)
- Darf man Kernenergie nutzen, oder ist dies zu schädlich für die Umwelt?